# Броды (Буда-Кошелёвский район)
Броды (бел. Брады) — деревня в Октябрьском сельсовете Буда-Кошелёвского района Гомельской области Беларуси.

## География

### Расположение
В 8 км на востоке от районного центра и железнодорожной станции Буда-Кошелёвская (на линии Жлобин — Гомель), 42 м от Гомеля.

### Гидрография
Через деревню проходит мелиоративный канал, соединённый с рекой Липа (приток реки Сож).

## Транспортная сеть
Транспортные связи по просёлочной дороге и подальше по шоссе Довск — Гомель.
Планировка состоит из прямолинейной улицы, ориентированной с юго-востока на северо-запад, к которой на юге присоединяется короткая прямолинейная улица. Застройка деревянными домами усадебного типа.

## История
Основана в начале XX века переселенцами из соседних деревень. В 1931 году организован колхоз «Красный луч», работала кузница. На фронтах Великой Отечественной войны погибли 26 жителей деревни. В 1959 году в составе совхоза «Дуравичский» (центр — деревня Дуравичи).
До 16 декабря 2009 года в составе Дуравичского сельсовета.

## Население

### Численность
- 2004 год — 41 хозяйство, 85 жителей.

### Динамика
- 1959 год — 229 жителей (согласно переписи).
- 2004 год — 41 хозяйство, 85 жителей.